# تماشاخانه پارس کرمان
تماشاخانه پارس کرمان یک سینما در شهر کرمان، ایران است.
این سینما که متعلق به هتل پارس کرمان می‌باشد در سال ۱۳۹۶ افتتاح شده است، سینما پارس بیشتر فیلم‌های هنر و تجربه ایران را اکران می‌کند.

## نگارخانه

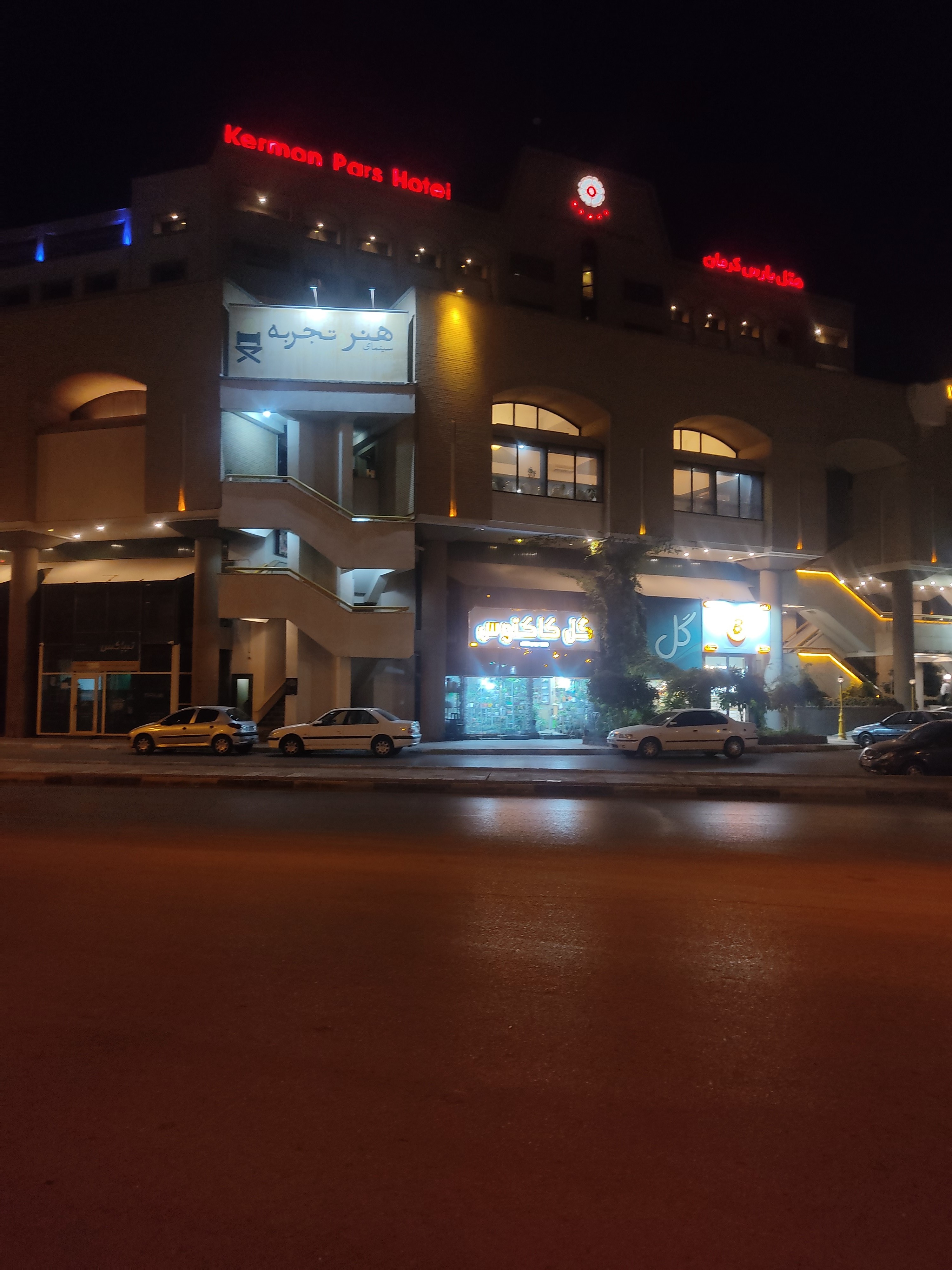
نمایی از ساختمان سینما
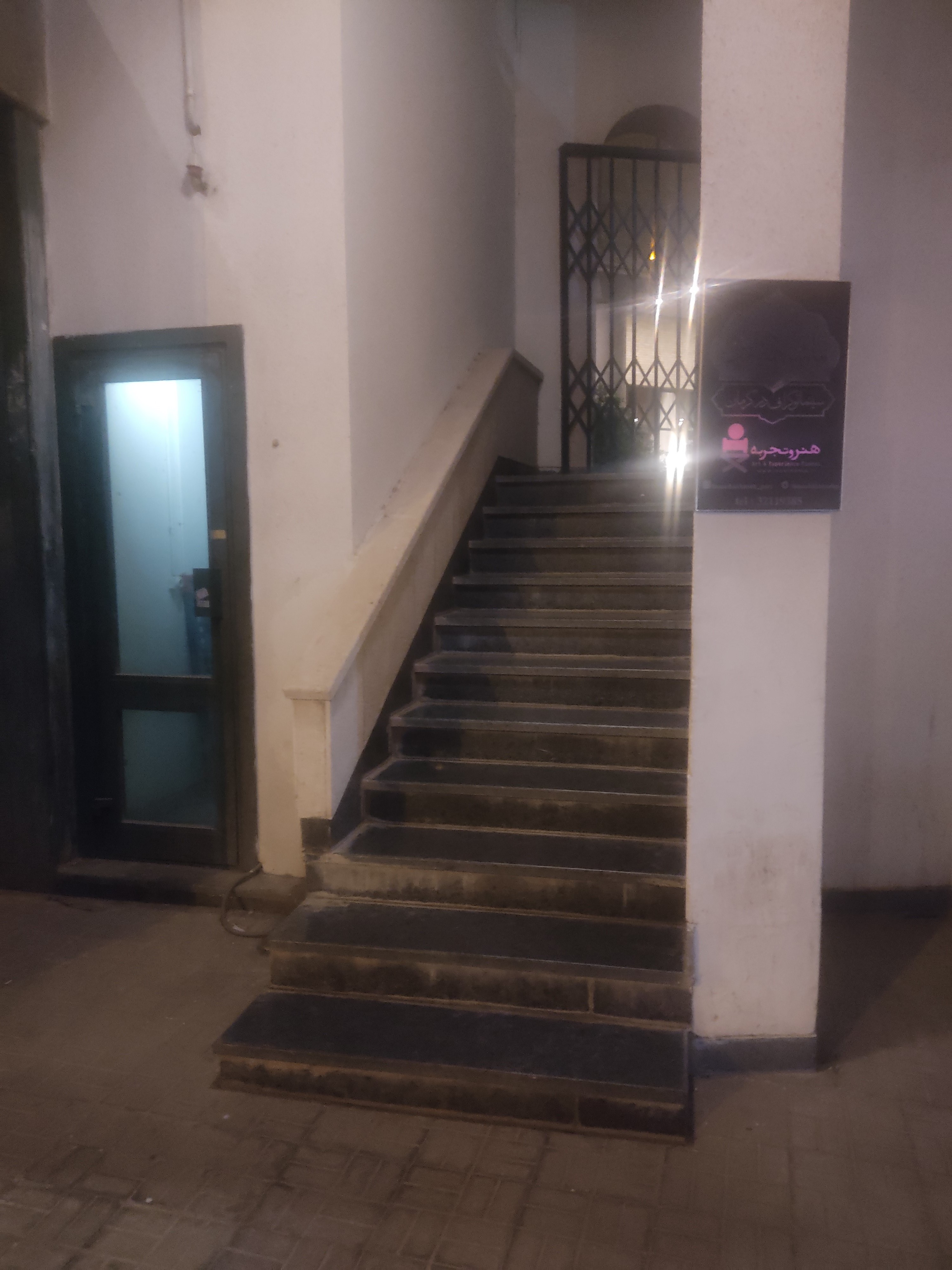
ورودی سینما
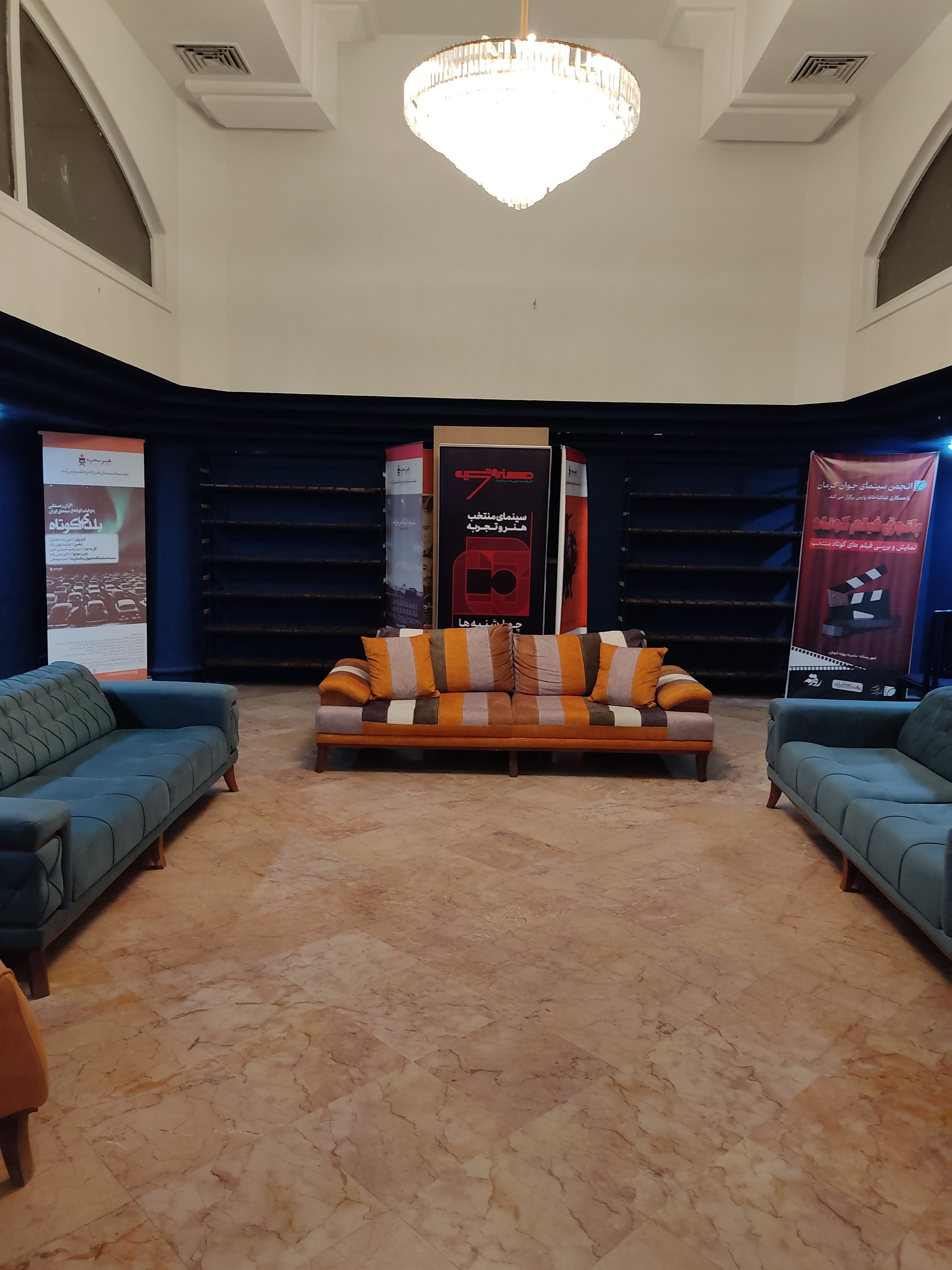
سالن انتظار